# Wirtschaft des Vereinigten Königreichs
Das Vereinigte Königreich zählt zu den am stärksten deregulierten Volkswirtschaften der Welt. Die britische Wirtschaft ist der Ursprung des sogenannten „angelsächsischen Kapitalismus“, der auf den Prinzipien der Liberalisierung, des freien Marktes, niedriger Besteuerung und geringer Regulierung beruht. Das Land hat das weltweit sechstgrößte Bruttoinlandsprodukt (BIP) und nach Deutschland das zweitgrößte in Europa (Stand 2022). Bei der Kaufkraftparität (PPP) liegt es auf dem sechsten Platz. Mit 28.300 Euro liegt das BIP pro Kopf im oberen europäischen Referenzrahmen. Im Vergleich mit dem BIP der EU (ausgedrückt in Kaufkraftstandards) erreicht das Vereinigte Königreich einen Index von 104 (EU-28 im Jahr 2019: 100). In Bezug auf Inflation, Zinsniveau und Arbeitslosigkeit gehört die britische Wirtschaft zu den stärksten Europas.
Das Land war 47 Jahre lang Mitglied der Europäischen Union und ist Mitglied der Gruppe der Sieben. Oft wird die britische Wirtschaftsform als „angelsächsischer Kapitalismus“ bezeichnet. Seit den 1980er Jahren wurden zahlreiche Staatsbetriebe im Zuge des Thatcherismus privatisiert und die Gewerkschaften geschwächt. Die 1997 folgende Regierung unter der Labour Party führte unter anderem den Mindestlohn ein und stützte die Binnenwirtschaft mit gestiegenen Staatsinvestitionen, verfolgte aber insgesamt eine ähnliche Politik.
Die Industrie spielt heute in der britischen Wirtschaft, auch im europäischen Vergleich, nur noch eine relativ geringe Rolle (außer im Exportanteil) und viele Traditionsmarken wie Bentley, Jaguar oder Land Rover sind keine britischen Unternehmen mehr. An Bedeutung gewonnen haben hingegen Finanzdienstleistungen. Die Hauptstadt London ist ein internationales Finanzzentrum („City of London“), Standort einiger wichtiger Börsen und Banken. Nach einer Phase hohen Wachstums ab den späten 1990ern befand sich die britische Wirtschaft von 2008 bis 2010 in einer Rezession (siehe Finanzkrise ab 2007). Die britische Wirtschaftsleistung wurde von der COVID-19-Pandemie und den Folgen des Brexit stark betroffen und hat auch im dritten Quartal 2022 das Niveau von Ende 2019 nicht erreicht. Nach einem starken Wachstumsjahr 2022 prognostiziert der Internationalen Währungsfonds das drittwschächste Realwachstum der G7-Staaten, die OECD sieht das Vereinigte Königreich als Schlusslicht. Aus deutscher Sicht belegt das Vereinigte Königreich 2023 den neunten Platz der wichtigsten Handelspartner, nachdem das Land 2021 aus den Top 10 gefallen war.
Im Global Competitiveness Index, der die Wettbewerbsfähigkeit eines Landes misst, belegte das UK 2019 Platz 9 von 141 Ländern. Im Index für wirtschaftliche Freiheit belegt das Land 2022 von 177 Ländern den 24. Platz, vor den USA und hinter Zypern.

## Wirtschaftssektoren

### Landwirtschaft und Fischerei
Die britische Landwirtschaft wird intensiv betrieben, ist stark mechanisiert, stark subventioniert und im europäischen Vergleich effizient. Die Landwirtschaft trägt ca. 2 % zum BIP bei; etwa zwei Drittel der Produktion entfällt auf die Viehzucht, ein Drittel auf den Ackerbau. Die wichtigsten angebauten Nahrungsmittel sind Weizen, Gerste, Hafer, Kartoffeln, Zuckerrüben und Gemüse. Beim Vieh dominieren Rinder und Schafe.
Das UK ist auch eine wichtige Fischfangnation. Küstenstädte mit bedeutenden Fischverarbeitungsbetrieben sind Kingston upon Hull, Grimsby, Fleetwood, Great Yarmouth, Peterhead, Fraserburgh und Lowestoft.

### Energiewirtschaft

#### Konventionelle Energien
Das UK besitzt große Ressourcen an Erdgas. Von 1980 bis 2006 war das UK dank seines Nordseeöls Nettoexporteur von Erdöl; seitdem ist es Nettoimporteur.
Einige große Unternehmen des UK sind in diesem Sektor tätig, darunter BP, Royal Dutch Shell, Cairn Energy, Centrica, BHP Billiton, Anglo American und Rio Tinto Group.
Das letzte Steinkohlebergwerk im UK schloss am 18. Dezember 2015 (→ Kohleausstieg).
Dank Nordseeöl und Nordseeerdgas war das UK in den 1990er Jahren hinter Norwegen zweitgrößter Erdölförderer Westeuropas. Etwa 80 % des elektrischen Stroms wurde vor dem Ausbau der Windenergie aus fossilen Brennstoffen gewonnen und etwa 20 % aus Kernenergie (siehe Kernenergie im Vereinigten Königreich).
Das Vereinigte Königreich ist mit einem Anteil von 2,3 % der weltweit siebtgrößte Erzeuger von Kohlenstoffdioxid-Emissionen. Die britische Regierung hat das Kyoto-Protokoll ratifiziert und hat im Jahr 2000 das „Climate Change Programme“ beschlossen, mit dem die Emissionen weit über die Kyoto-Richtwerte hinaus reduziert werden sollen.
Die Regierung Brown (2007–2010) beschloss im Januar 2008 – also vor der Nuklearkatastrophe von Fukushima – den Bau weiterer Kernkraftwerke. 2020 solle das erste Kraftwerk der neuen Generation stehen. Die zwölf alten Kernreaktoren sollen bis 2035 abgeschaltet werden.
Tatsächlich ist der Bau der Kernreaktoren Hinkley Point C1 und C2 Jahre im Verzug; die geplanten Baukosten sind weit überschritten worden.
In den 1980er Jahren wurde – vorangetrieben von der damaligen Premierministerin Margaret Thatcher – ein Großteil der Bergwerke geschlossen; nur wenige größere Zechen blieben bestehen:
| Mine                | Eigner                                 | Region          | Produktion 2011 (Tonnen) | Beschäftigte 2011 | Schließung |
| ------------------- | -------------------------------------- | --------------- | ------------------------ | ----------------- | ---------- |
| Ayle Colliery       | Ayle Colliery Company Ltd              | Northumberland  | ?                        | ?                 | vor 2015   |
| Hatfield Colliery   | Hatfield Colliery Ltd                  | Yorkshire       | 704.740                  | 885               | Juni 2015  |
| Hill Top Colliery   | Grimebridge Colliery Company Ltd       | Lancashire      | ?                        | 3                 | vor 2015   |
| Kellingley Colliery | UK Coal Operations Ltd                 | Yorkshire       | 2.276.434                | 695               | Dez. 2015  |
| Monument Colliery   | Ray Ashly, Richard Daniels, Neil Jones | Forest of Dean  | 250                      | 3                 | vor 2015   |
| Thoresby Colliery   | UK Coal Operations Ltd                 | Nottinghamshire | 1.283.346                | 613               | Juli 2015  |
| Unity Mine          | Unity Mine Ltd                         | South Wales     | ?                        | ?                 | vor 2015   |

Am 18. Dezember 2015 wurde die letzte in Betrieb befindliche Zeche, Kellingley Colliery in North Yorkshire, geschlossen. Damit endeten mehrere Jahrhunderte industrieller tiefer Kohleförderung im Vereinigten Königreich.

#### Regenerative Energien
Großbritannien hat sich im Rahmen von Energiewende und Klimaschutz das Ziel gesetzt, bis 2050 den Kohlenstoffdioxidausstoß gegenüber 1990 um 80 % zu reduzieren. Zudem soll bis in die 2030er Jahre der Elektrizitätssektor dekarbonisiert, d. h. CO2-frei werden. Um die Umstellung zu fördern, wird (Stand 2015) auf die Produktion von Kohlendioxid ein Mindestpreis von £18,08/Tonne (20,75 Euro/Tonne) erhoben. Dieser Mindestpreis wird zusätzlich zu den sich aus dem EU-Emissionshandel ergebenden Kosten berechnet und soll unter den aktuellen Marktbedingungen hoch genug sein, um einen Umstieg von emissionsintensiven Kohle- auf emissionsschwächere Gaskraftwerke zu bewirken.
Das Vereinigte Königreich hat aufgrund seiner Insellage ein großes Potenzial für die Stromerzeugung in Windparks, Wellenkraftwerken und Gezeitenkraftwerken. Die Anteil an der Stromerzeugung aus regenerativen Quellen (Bioenergie, Windenergie, Sonnenenergie und Wasserkraft) stieg von 9,4 % in 2011 auf 11,3 % im Jahr 2012. Das Land ist mit 5,2 GW Leistung weltweit größter Nutzer von Offshore-Windparks (siehe auch Liste der Offshore-Windparks). Insgesamt waren Ende 2016 Windkraftanlagen mit einer Gesamtleistung von 14,5 GW in Großbritannien installiert. Die Wasserkraft macht hingegen weniger als 2 % am Strommix aus.

### Industrie
Die Deindustrialisierung ist im Vereinigten Königreich weit vorangeschritten. Im Jahre 2019 betrug der Anteil des verarbeitenden Gewerbes am BIP 8,6 Prozent und liegt damit im europäischen Vergleich auf dem viertletzten Platz hinter Zypern, Norwegen und Malta. Der seit den 1960er Jahren stetig anhaltende Abwärtstrend beschleunigte sich seit dem Jahre 2000. Damals hatte die Industrie noch fast 20 % des BIP erwirtschaftet. Dennoch spielt die Industrie weiterhin eine gesamtwirtschaftlich bedeutende Rolle, da sie 57 % aller Exporte erzeugt (2014).
Dem Office for National Statistics zufolge beschäftigte die Industrie im Juni 2015 noch 8 % aller Arbeitnehmer (2.317.000 von 29.129.000 Beschäftigten insgesamt). Der Anteil der Beschäftigten in der herstellenden Industrie ist in den Regionen East Midlands und West Midlands am höchsten, mit 12 bzw. 11 %. Am tiefsten ist der Anteil in London mit 4 %.
Im Vergleich zu anderen Industrienationen, wie den USA, Deutschland und Frankreich liegt die Produktivität der britischen Industrie um 20–30 % niedriger. Als eine Ursache hierfür wird die mangelhafte Ausbildung vieler Industriearbeiter genannt.
Der Anteil der Ausgaben für Forschung und Entwicklung (F&E) am BIP betrug im Vereinigten Königreich im Jahre 2012 nur 1,72 %. Damit lag es unter den zehn größten Volkswirtschaften der EU an neunter Stelle. Demgemäß tragen die Spitzentechnologie (z. B. Pharmazie, elektronische und optische Geräte) und die Hochtechnologie (z. B. Maschinenbau, Automobilindustrie) jeweils weniger als ein Sechstel zur Gesamtwertschöpfung der Industrie bei. In der britischen Industrie dominieren mit 72 % der Gesamtwertschöpfung (Stand: zweites Quartal 2015) die Branchen mit mittleren oder niedrigen technologischen Anforderungen (z. B. Getränkeabfüllung, Lebensmittelverarbeitung, Textilien, Kunststoffwaren, Metallwaren, Holzverarbeitung und Möbelherstellung).
Innerhalb des industriellen Sektors stellt die Automobilindustrie den größten Anteil, wenn auch alle großen Unternehmen mittlerweile in ausländischer Hand sind. Im Vereinigten Königreich vertreten sind BMW (Mini und Rolls-Royce Motor Cars), Ford, Honda, Nissan, PSA (Vauxhall Motors), Tata Motors (Jaguar Land Rover), Toyota und Volkswagen AG (Bentley). Daneben gibt es eine Anzahl von kleinen spezialisierten Unternehmen, darunter TVR, Lotus, McLaren Automotive, Morgan Motor, Leyland Motors, LDV, Alexander Dennis, J. C. Bamford und Manganese Bronze. Fünf von sechs im Land hergestellten Autos werden exportiert. Mehrere Unternehmen sind in der Schienenfahrzeugbranche tätig wie z. B. Brush Traction. Ein weltweit führendes Unternehmen im Zivilluftfahrt- und Rüstungsbereich ist BAE Systems, weitere bekannte Unternehmen sind Babcock International Group, GKN und Rolls-Royce Aero Engines.
Ebenfalls wichtige Zweige des Industriesektors sind Elektronik sowie Audio- und Optikgeräte. Bekannte Unternehmen aus diesem Bereich sind ARM, Invensys, Linn Products und Nallatech. Diese und im Vereinigten Königreich vertretenen ausländische Unternehmungen stellen eine breite Palette von Fernsehern, Radios, Kommunikationsgeräten, optischen Instrumenten, Elektrogeräten, Büromaschinen und Computer her. Ein wichtiges Standbein ist die chemische Industrie und insbesondere die pharmazeutische Industrie. Das zweit- und das drittgrößte Pharmaunternehmen der Welt, GlaxoSmithKline und AstraZeneca, haben ihren Hauptsitz im Vereinigten Königreich und betreiben hier auch umfangreiche Forschungs- und Fabrikationsanlagen.
Weitere wichtige Industriezweige sind Nahrungsmittelverarbeitung, Getränke, Tabak, Papier, Druck, Verlage und Textilien. Bekannte Unternehmen aus diesen Bereichen sind Diageo, SABMiller, Scottish & Newcastle, Unilever, Cadbury Schweppes, Tate & Lyle, British American Tobacco, Imperial Tobacco, EMAP, Reed Elsevier, Ben Sherman, Burberry, Pentland Group und Umbro.
Früher war der Schiffbau eine bedeutende Branche im Vereinigten Königreich. In vielen Ländern Europas kam es ab den 1960er Jahren zu Werftenkrisen.

### Dienstleistungen
London ist der größte Finanzplatz der Welt, wobei die Unternehmen auf zwei Gebiete konzentriert sind, die City of London und die Docklands (insbesondere um Canary Wharf). In der Innenstadt ansässig sind die London Stock Exchange (Aktien- und Obligationenhandel), Lloyd’s of London (Versicherungshandel) und die Bank of England (Zentralbank). Die Docklands sind Sitz der Financial Services Authority (Regulationsbehörde) und mehrerer Finanzinstitute wie Barclays, Citigroup und HSBC. Über 500 ausländische Banken besitzen in London Niederlassungen, die größte Konzentration weltweit. Die schottische Hauptstadt Edinburgh ist der fünftgrößte Finanzplatz Europas und Sitz mehrerer Großunternehmen wie Royal Bank of Scotland und HBOS.
Von großer Bedeutung ist der Tourismus; mit über 27 Millionen Touristen pro Jahr ist das Vereinigte Königreich das sechstwichtigste Touristenziel der Welt. Der Tourismus generiert jährlich rund 76 Milliarden Pfund Einnahmen und bietet 1,8 Millionen Vollzeitstellen, was 6,1 % aller Erwerbstätigen entspricht (Stand: 2002). Einen bedeutenden Anteil am BIP hat der Einzelhandel mit 249 Milliarden Pfund bzw. 22 %. Die wichtigsten Unternehmen dieser Branche sind Tesco, Sainsbury’s, Morrisons, ASDA und Marks & Spencer.
Das größte Wachstum seit Beginn der 1990er Jahre haben die sogenannten „kreativen Dienstleistungen“ zu verzeichnen. Dazu gehören Werbung, Film- und Fernsehproduktionen, Produktdesign, Edition von Büchern und Musik sowie der Handel mit Kunst und Antiquitäten. Laut dem Ministerium für Kultur, Medien und Sport ist dieser Zweig seit 1997 jedes Jahr durchschnittlich um 6 % gewachsen (gegenüber 3 % in der übrigen Wirtschaft). Er hat mittlerweile einen Anteil von 8 % am Wirtschaftsvolumen und generiert Exporte im Wert von 11 Milliarden Pfund. In den 1980er Jahren hatten sich die Heimcomputer hier rasch ausgebreitet und schufen so eine solide Grundlage für die Unterhaltungssoftware- und Computerspielebranche. Eine geringe Besteuerung des Kunst- und Antiquitätenhandels führte dazu, dass London in diesem Bereich europaweit führend geworden ist.

## Leistungsbilanz und Handelsströme
Unter allen wichtigen Industrieländern hat Großbritannien das größte Leistungsbilanzdefizit. 2014 betrug es 5,1 Prozent der gesamten Wirtschaftsleistung. Damit wurde seit dem Ende des Zweiten Weltkriegs ein Rekordwert erreicht. Letztmals wurde in den 1980er Jahren ein Leistungsbilanzüberschuss erzielt. Ursache ist in erster Linie nicht das seit langer Zeit bestehende Handelsbilanzdefizit, sondern es sind die rückläufigen Nettoerträge der (sinkenden) britischen Investitionen und Vermögensanlagen im Ausland bei steigendem Binnenkonsum. Das Leistungsbilanzdefizit wird seit längerer Zeit durch ausländische Kapitalzuflüsse kompensiert, die sich jedoch bei Zinserhöhungen in den USA (2015/16) oder nach dem Brexit stark verringern und dann zu einer Abwertung der britischen Währung führen könnten. Der deutsch-britische Warenhandel leidet sowohl unter dem Brexit, als auch unter dem Strukturwandel in der Automobilindustrie. War das Vereinigte Königreich 2017 noch Deutschlands fünftwichtigster Handelspartner, sackte das Königreich im Ranking bis 2020 auf den zehnten Platz ab.
| Land               | 2002            | 2006            | 2010            | 2014            | 2015            |
| ------------------ | --------------- | --------------- | --------------- | --------------- | --------------- |
| Vereinigte Staaten | 44.090.852.574  | 33.810.450.598  | 32.594.139.786  | 40.405.182.302  | 51.891.235.712  |
| Deutschland        | 48.770.826.430  | 57.488.926.223  | 53.482.354.152  | 73.674.497.739  | 83.612.498.337  |
| Niederlande        | 24.123.640.780  | 30.230.822.912  | 29.915.646.348  | 39.956.728.242  | 42.700.589.873  |
| Frankreich         | 30.617.819.686  | 30.429.000.514  | 24.773.634.834  | 29.937.750.446  | 32.659.894.293  |
| Irland             | 15.190.736.740  | 15.235.325.453  | 14.866.869.075  | 14.562.464.023  | 17.254.756.995  |
| Europäische Union  | 220.617.587.252 | 274.482.077.091 | 218.337.414.360 | 275.398.737.776 | 302.832.145.852 |
| Welt               | 385.020.365.826 | 487.950.784.951 | 445.291.428.904 | 519.733.369.850 | 564.550.864.571 |

Quelle: 
| Land               | 2002            | 2006            | 2010            | 2014            | 2015            |
| ------------------ | --------------- | --------------- | --------------- | --------------- | --------------- |
| Vereinigte Staaten | 44.390.546.028  | 43.858.575.828  | 40.376.459.767  | 45.496.219.004  | 60.417.712.410  |
| Deutschland        | 34.409.377.044  | 37.610.421.165  | 31.437.680.477  | 37.419.561.247  | 41.961.240.209  |
| Niederlande        | 21.922.576.503  | 24.250.480.235  | 24.533.857.687  | 27.622.975.444  | 23.839.337.824  |
| Frankreich         | 29.476.157.304  | 40.870.335.832  | 21.619.461.960  | 22.812.234.888  | 24.453.163.282  |
| Irland             | 25.155.475.542  | 25.172.901.562  | 19.109.375.906  | 22.037.963.344  | 22.937.159.479  |
| Europäische Union  | 182.068.578.546 | 225.145.687.637 | 165.678.490.179 | 182.059.040.767 | 184.245.536.969 |
| Welt               | 296.315.073.875 | 359.116.776.648 | 313.765.544.548 | 380.282.144.440 | 414.739.344.106 |

Quelle: 
| Land               | 2002            | 2006             | 2010             | 2014             | 2015             |
| ------------------ | --------------- | ---------------- | ---------------- | ---------------- | ---------------- |
| Vereinigte Staaten | 299.693.454     | 10.048.125.230   | 7.782.319.981    | 5.091.036.702    | 8.526.476.698    |
| Deutschland        | −14.361.449.386 | −19.878.505.058  | −22.044.673.675  | −36.254.936.492  | −41.651.258.128  |
| Niederlande        | −2.201.064.277  | −5.980.342.677   | −5.381.788.661   | −12.333.752.798  | −18.861.252.049  |
| Frankreich         | −1.141.662.382  | 10.441.335.318   | −3.154.172.874   | −7.125.515.558   | −8.206.731.011   |
| Irland             | 9.964.738.802   | 9.937.576.109    | 4.242.506.831    | 7.475.499.321    | 5.682.402.484    |
| Europäische Union  | −38.549.008.706 | −49.336.389.454  | −52.658.924.181  | −93.339.697.009  | −118.586.608.883 |
| Welt               | −88.705.291.951 | −128.834.008.303 | −131.525.884.356 | −139.451.225.410 | −149.811.520.465 |

Handelsbilanz seit 1948 gemäß WTO:

## Vermögen
Das Vereinigte Königreich stand, laut einer Studie der Bank Credit Suisse aus dem Jahre 2017, auf Rang 4 weltweit beim nationalen Gesamtvermögen. Der Gesamtbesitz an Immobilien, Aktien und Bargeld belief sich auf insgesamt 14.073 Milliarden US-Dollar. Das Vermögen pro Erwachsene Person beträgt 278.038 Dollar im Durchschnitt und 102.641 Dollar im Median (in Deutschland: 203.946 bzw. 47.091 Dollar). Beim Vermögen je Einwohner gehört das Land damit zu den Top 10 Ländern weltweit. Insgesamt war 52,2 % des gesamten Vermögens der Briten finanzielles Vermögen und 47,8 % nicht-finanzielles Vermögen. Der Gini-Koeffizient bei der Vermögensverteilung lag 2017 bei 73,5 was auf eine relativ hohe Vermögensungleichheit hindeutet. Die obersten 10 % der Bevölkerung verfügten über 57,2 % des gesamten Vermögens und die obersten 1 % über 24,3 %. Insgesamt 4,3 % der Briten sind Vermögensmillionäre während 18,9 % der Bevölkerung über ein Vermögen von weniger als 10.000 US-Dollar verfügen. 2018 gab es 54 Milliardäre im Land. Eine bedeutende Anzahl an vermögenden Personen im Land ist aus dem Ausland zugewandert. Michael Platt ist dabei mit einem Vermögen von 18 Milliarden der wohlhabendste im Königreich.

## Wirtschaftskriminalität
Laut dem Journalisten Oliver Bullough lebt (Stand 2022) ein Teil der britischen Wirtschaft, insbesondere die Oberklasse, seit der Nachkriegszeit von der Geldwäsche von ausländischem Kapital. Es gebe 26 Behörden, die theoretisch Finanzkriminalität bekämpften, jedoch sei das britische Anti-Geldwäsche-System absichtlich ineffektiv.

## Makro-ökonomische Kennzahlen

Arbeitslosigkeit im UK seit 1881. Daten 1970 bis aus dem Labour Force Survey

Diese Tabelle zeigt die Entwicklung des Bruttoinlandsprodukts des Vereinigten Königreichs (seit der Trennung von Irland) in Millionen Pfund. Die zu Grunde liegenden Marktpreise sind eine Schätzung des Internationalen Währungsfonds.
| Jahr | BIP       | Wechselkurs US-Dollar | Inflationsindex (2000 = 100) |
| ---- | --------- | --------------------- | ---------------------------- |
| 1925 | 4466      | £ 0,21                |                              |
| 1930 | 4572      | £ 0,21                |                              |
| 1935 | 4676      | £ 0,20                |                              |
| 1940 | 7117      | £ 0,26                |                              |
| 1945 | 9816      | £ 0,25                |                              |
| 1950 | 13.162    | £ 0,36                |                              |
| 1955 | 19.264    | £ 0,36                |                              |
| 1960 | 25.678    | £ 0,36                |                              |
| 1965 | 35.781    | £ 0,36                |                              |
| 1970 | 51.515    | £ 0,42                |                              |
| 1975 | 105.773   | £ 0,45                |                              |
| 1980 | 230.695   | £ 0,42                | 43                           |
| 1985 | 354.952   | £ 0,77                | 60                           |
| 1990 | 557.300   | £ 0,56                | 76                           |
| 1995 | 718.383   | £ 0,63                | 92                           |
| 2000 | 953.576   | £ 0,65                | 100                          |
| 2005 | 1.209.334 | £ 0,54                | 107                          |
| 2010 | 1.579.877 | £ 0,65                |                              |
| 2017 | 2.037.638 | £ 0,78                |                              |
| 2019 | 2.255.283 | £ 0,78                |                              |
| 2020 | 2.046.209 | £ 0,78                |                              |
| 2021 | 2.198.473 | £ 0,73                |                              |

Für Vergleiche der Kaufkraftparität gilt für den US-Dollar ein Wechselkurs von £ 0,66.
Verschiedene makroökonomische Indikatoren der britischen Wirtschaft von 1980 bis 2021. Alle BIP-Werte sind in Internationalen US-Dollar (Kaufkraftparität) angegeben. Inflation unter 2 Prozent ist mit einem grünen Pfeil gekennzeichnet.
| Jahr | BIP (in Mrd. US-Dollar) | BIP pro Kopf (in US-Dollar) | BIP Wachstum (real) | Inflationsrate (in Prozent) | Arbeitslosenquote (in Prozent) | Staatsverschuldung (in % des BIP) |
| ---- | ----------------------- | --------------------------- | ------------------- | --------------------------- | ------------------------------ | --------------------------------- |
| 1980 | 512                     | 9.085                       | −2,1 %              | ▲16,8 %                     | 7,1 %                          | 42,6 %                            |
| 1981 | ▲556                    | ▲9.871                      | ▼−0,7 %             | ▲12,2 %                     | ▲9,7 %                         | ▲44,8 %                           |
| 1982 | ▲602                    | ▲10.700                     | ▲2,0 %              | ▲8,5 %                      | ▲10,7 %                        | ▼43,1 %                           |
| 1983 | ▲652                    | ▲11.581                     | ▲4,2 %              | ▲5,2 %                      | ▲11,5 %                        | ▼41,9 %                           |
| 1984 | ▲691                    | ▲12.247                     | ▲2,2 %              | ▲4,4 %                      | ▲11,8 %                        | ▲42,3 %                           |
| 1985 | ▲742                    | ▲13.122                     | ▲4,1 %              | ▲5,2 %                      | ▼11,4 %                        | ▼41,3 %                           |
| 1986 | ▲781                    | ▲13.777                     | ▲3,2 %              | ▲3,6 %                      | ▼11,3 %                        | ▬41,3 %                           |
| 1987 | ▲843                    | ▲14.848                     | ▲5,4 %              | ▲4,1 %                      | ▼10,4 %                        | ▼39,3 %                           |
| 1988 | ▲922                    | ▲16.200                     | ▲5,6 %              | ▲4,6 %                      | ▼8,6 %                         | ▼37,1 %                           |
| 1989 | ▲982                    | ▲17.199                     | ▲2,4 %              | ▲5,2 %                      | ▼7,2 %                         | ▼32,5 %                           |
| 1990 | ▲1.025                  | ▲17.905                     | ▲0,6 %              | ▲7,0 %                      | ▼7,1 %                         | ▼28,5 %                           |
| 1991 | ▲1.047                  | ▲18.227                     | ▼−1,2 %             | ▲7,5 %                      | ▲8,9 %                         | ▼28,4 %                           |
| 1992 | ▲1.074                  | ▲18.653                     | ▲0,3 %              | ▲4,2 %                      | ▲10,0 %                        | ▲33,2 %                           |
| 1993 | ▲1.126                  | ▲19.510                     | ▲2,4 %              | ▲2,5 %                      | ▲10,4 %                        | ▲37,9 %                           |
| 1994 | ▲1.193                  | ▲20.625                     | ▲3,8 %              | ▲2,0 %                      | ▼9,5 %                         | ▲40,6 %                           |
| 1995 | ▲1.248                  | ▲21.511                     | ▲2,4 %              | ▲2,6 %                      | ▼8,6 %                         | ▲43,6 %                           |
| 1996 | ▲1.302                  | ▲22.383                     | ▲2,4 %              | ▲2,4 %                      | ▼8,1 %                         | ▲43,7 %                           |
| 1997 | ▲1.389                  | ▲23.826                     | ▲4,9 %              | ▲1,8 %                      | ▼7,0 %                         | ▼43,2 %                           |
| 1998 | ▲1.449                  | ▲24.785                     | ▲3,2 %              | ▲1,6 %                      | ▼6,3 %                         | ▼40,9 %                           |
| 1999 | ▲1.514                  | ▲25.794                     | ▲3,0 %              | ▲1,3 %                      | ▼6,0 %                         | ▼39,3 %                           |
| 2000 | ▲1.605                  | ▲27.253                     | ▲3,7 %              | ▲0,8 %                      | ▼5,5 %                         | ▼36,6 %                           |
| 2001 | ▲1.675                  | ▲28.335                     | ▲2,1 %              | ▲1,2 %                      | ▼5,1 %                         | ▼33,9 %                           |
| 2002 | ▲1.737                  | ▲29.263                     | ▲2,1 %              | ▲1,3 %                      | ▲5,2 %                         | ▲34,1 %                           |
| 2003 | ▲1.825                  | ▲30.605                     | ▲3,0 %              | ▲1,4 %                      | ▼5,0 %                         | ▲35,3 %                           |
| 2004 | ▲1.918                  | ▲31.999                     | ▲2,4 %              | ▲1,3 %                      | ▼4,8 %                         | ▲38,2 %                           |
| 2005 | ▲2.030                  | ▲33.598                     | ▲2,6 %              | ▲2,1 %                      | ▬4,8 %                         | ▲39,4 %                           |
| 2006 | ▲2.146                  | ▲35.288                     | ▲2,6 %              | ▲2,3 %                      | ▲5,4 %                         | ▲40,4 %                           |
| 2007 | ▲2.255                  | ▲36.767                     | ▲2,3 %              | ▲2,3 %                      | ▬5,4 %                         | ▲41,4 %                           |
| 2008 | ▲2.292                  | ▲37.077                     | ▼−0,2 %             | ▲3,6 %                      | ▲5,7 %                         | ▲49,0 %                           |
| 2009 | ▼2.209                  | ▼35.479                     | ▼−4,2 %             | ▲2,2 %                      | ▲7,6 %                         | ▲62,8 %                           |
| 2010 | ▲2.283                  | ▲36.379                     | ▲2,1 %              | ▲3,3 %                      | ▲7,9 %                         | ▲74,0 %                           |
| 2011 | ▲2.365                  | ▲37.364                     | ▲1,5 %              | ▲4,5 %                      | ▲8,1 %                         | ▲79,5 %                           |
| 2012 | ▲2.453                  | ▲38.511                     | ▲1,5 %              | ▲2,8 %                      | ▼8,0 %                         | ▲82,7 %                           |
| 2013 | ▲ 2.579                 | ▲40.233                     | ▲1,9 %              | ▲2,6 %                      | ▼7,6 %                         | ▲83,6 %                           |
| 2014 | ▲2.686                  | ▲41.584                     | ▲3,0 %              | ▲1,5 %                      | ▼6,2 %                         | ▲85,5 %                           |
| 2015 | ▲2.795                  | ▲42.928                     | ▲2,6 %              | ▬0,0 %                      | ▼5,4 %                         | ▲86,0 %                           |
| 2016 | ▲2.928                  | ▲44.606                     | ▲2,3 %              | ▲0,7 %                      | ▼4,9 %                         | ▼85,8 %                           |
| 2017 | ▲3.074                  | ▲46.553                     | ▲2,1 %              | ▲2,7 %                      | ▼4,4 %                         | ▼85,1 %                           |
| 2018 | ▲3.200                  | ▲48.164                     | ▲1,7 %              | ▲2,5 %                      | ▼4,1 %                         | ▼84,5 %                           |
| 2019 | ▲3.312                  | ▲49.576                     | ▲1,7 %              | ▲1,8 %                      | ▼3,8 %                         | ▼83,9 %                           |
| 2020 | ▼3.041                  | ▼45.329                     | ▼−9,3 %             | ▲0,9 %                      | ▲4,6 %                         | ▲102,6 %                          |
| 2021 | ▲3.403                  | ▲50.523                     | ▲7,4 %              | ▲2,6 %                      | ▼4,5 %                         | ▼95,3 %                           |

## Währung
Die Währung des Vereinigten Königreichs ist das Pfund Sterling. Tony Blair und seine drei Regierungen (1997 bis 2007) strebten zeitweise den Beitritt zum Euro an. Premierminister Blair betonte, er werde ein Referendum zu dieser Frage durchführen, falls mit einer Mitgliedschaft die folgenden, von Schatzkanzler Gordon Brown aufgestellten „fünf ökonomischen Tests“ bestanden werden:
1. Sind die Wirtschaftszyklen und ökonomischen Strukturen langfristig kompatibel mit dem europäischen Zinsniveau?
2. Falls Probleme entstehen, ist genug Flexibilität vorhanden, um diese zu lösen?
3. Welchen Einfluss hätte der Euro-Beitritt auf die britischen Finanzdienstleistungen?
4. Wird der Euro-Beitritt bessere Bedingungen für Unternehmen schaffen, die langfristig investieren wollen?
5. Wird der Euro-Beitritt zu höherem Wirtschaftswachstum, größerer Stabilität und zu einer nachhaltigen Zunahme der Arbeitsplätze führen?

Gordon Brown äußerte mehrmals, dass das Vereinigte Königreich noch nicht bereit sei, den Euro einzuführen, auch wenn der Entscheid jeweils knapp ausgefallen sei. Als Hindernis für einen sofortigen Beitritt sah er besonders die Fluktuationen der Immobilienpreise. Meinungsumfragen zeigten, dass die Bevölkerung mehrheitlich gegen einen Beitritt zum Euro war. Seit dem Beginn der Eurokrise – im Herbst 2009 wurde die griechische Finanzkrise bekannt – erschien ein solcher Beitritt noch unwahrscheinlicher. Spätestens seit der Brexit-Abstimmung im Juni 2016 war die Frage obsolet.
Die nachfolgende Tabelle zeigt den durchschnittlichen Pfund-Wechselkurs der letzten Jahre:
| Jahr | USD / GBP | EUR / GBP | GBP / USD | GBP / EUR |
| ---- | --------- | --------- | --------- | --------- |
| 2007 | £ 0,499   | £ 0,684   | $ 2,002   | € 1,462   |
| 2008 | £ 0,540   | £ 0,794   | $ 1,853   | € 1,259   |
| 2009 | £ 0,638   | £ 0,890   | $ 1,567   | € 1,123   |
| 2010 | £ 0,647   | £ 0,857   | $ 1,546   | € 1,166   |
| 2011 | £ 0,624   | £ 0,868   | $ 1,603   | € 1,153   |
| 2012 | £ 0,631   | £ 0,811   | $ 1,585   | € 1,234   |
| 2013 | £ 0,639   | £ 0,849   | $ 1,564   | € 1,178   |
| 2014 | £ 0,607   | £ 0,806   | $ 1,648   | € 1,241   |
| 2015 | £ 0,654   | £ 0,726   | $ 1,529   | € 1,378   |
| 2016 | £ 0,738   | £ 0,817   | $ 1,354   | € 1,223   |
| 2017 | £ 0,776   | £ 0,876   | $ 1,289   | € 1,141   |
| 2018 | £ 0,749   | £ 0,885   | $ 1,335   | € 1,131   |
| 2019 | £ 0,783   | £ 0,877   | $ 1,277   | € 1,141   |

## Regionale Unterschiede
Die Leistungsfähigkeit der britischen Wirtschaft ist von Region zu Region unterschiedlich. Die folgende Tabelle zeigt das BIP pro Kopf (2018) in den zwölf NUTS-1-Regionen des Landes (erhoben durch Eurostat).
| Rang | Region                   | BIP pro Kopf (in Euro) | % der EU-27 (KKP) |
| ---- | ------------------------ | ---------------------- | ----------------- |
| 1    | London                   | € 64.200               | 186               |
| 2    | South East England       | € 38.500               | 112               |
| 3    | East of England          | € 33.700               | 98                |
| 4    | Schottland               | € 33.200               | 96                |
| 5    | South West England       | € 31.600               | 92                |
| 6    | North West England       | € 31.900               | 93                |
| 7    | East Midlands            | € 28.800               | 84                |
| 8    | West Midlands            | € 30.400               | 88                |
| 9    | Yorkshire and the Humber | € 28.600               | 83                |
| 10   | North East England       | € 26.100               | 76                |
| 11   | Nordirland               | € 28.500               | 83                |
| 12   | Wales                    | € 26.300               | 76                |

Zwei der reichsten NUTS-2-Regionen der Europäischen Union liegen im Vereinigten Königreich. Inner London-West liegt auf Platz 1 mit einem BIP von € 213.400 pro Kopf, gefolgt von Luxemburg mit € 98.600; auf Platz 12 liegt die Region Inner London-East mit € 57.000, hinter Oberbayern mit € 58.600.